# Petrijanec
Petrijanec je opčina ve Varaždinské župě v Chorvatsku. Opčinu tvoří 7 sídel. V roce 2011 žilo v celé opčině 4 812 obyvatel, v samotné vesnici Petrijanec 1 429 obyvatel.

## Části opčiny
- Donje Vratno
- Družbinec
- Majerje
- Nova Ves Petrijanečka
- Petrijanec
- Strmec Podravski
- Zelendvor